# Kúnos György
Kúnos György vagy George Kunos (Budapest, 1942. május 14. –) amerikai magyar orvos, neuroendokrinológus, farmakológus, a Magyar Tudományos Akadémia külső tagja. Fő kutatási területe a neuroendokrin rendszer élettani szerepe a vérkeringés és az anyagcsere szabályozásában.
Kúnos Ignác (1860–1945) nyelvész, turkológus, folklorista unokája, Kúnos László (1947) műfordító bátyja.

## Életútja
A budapesti Kölcsey Ferenc Gimnázium elvégzése után, 1960-ban a Budapesti Orvostudományi Egyetemre iratkozott be, ahol 1966-ban szerzett orvosi oklevelet. 1966-tól a Budapesti (1969 után Semmelweis) Orvostudományi Egyetem III. számú belgyógyászati klinikáján dolgozott. 1971-ben elhagyta az országot, Kanadában telepedett le, s a montréali McGill Egyetemen képezte tovább magát, ahol 1973-ban ledoktorált. 1974-ben itt nevezték ki a farmakológiai tanszék tanársegédjévé, 1979-től docensként, 1983-tól 1987-ig pedig professzorként végzett oktató- és kutatómunkát a McGill Egyetemen.
1987-ben az Amerikai Egyesült Államokba költözött, s 1992-ig a Nemzeti Egészségügyi Intézetben (National Institutes of Health, NIH) dolgozott a fiziológiai és farmakológiai laboratórium vezetőjeként. 1992-től 2000-ig a Virginiai Commonwealth Egyetem (Virginia Commonwealth University) orvosi karán a farmakológiai és toxikológiai tanszék tanszékvezető egyetemi tanára volt, ezzel párhuzamosan 1996 és 1999 között a Nemzeti Orvosszakértői Tanács (National Board of Medical Examiners) farmakológiai munkacsoportjában is dolgozott. 2000-től a NIH-en belül működő Alkoholfüggőség és Alkoholizmus Nemzeti Kutatóintézetének (National Institute on Alcohol Abuse and Alcoholism) tudományos igazgatója.

## Munkássága
Tudományos érdeklődése az idegrendszer és a belső elválasztású mirigyek élettani folyamatainak vizsgálatára (neuroendokrinológia), és az ennek során felismert molekuláris biológiai jelenségek farmakológiai, terápiás alkalmazására irányul. Behatóan foglalkozik a vérkeringés, illetve az anyagcsere központi és perifériás szabályozásának lehetséges módozataival. Egyebek mellett felismerte az adrenalint és a noradrenalint lekötő adrenergiás receptorok szabályozásában a pajzsmirigyhormonok szerepét, a hipotalamuszban termelődő opioid peptidek (béta-endorfin) vérnyomás- és étvágyszabályozó szerepét, valamint a belső termelődésű, azaz endogén kannabinoidokat megkötő receptorok jelenlétét az erek belhártyájában (endotélium). Nevéhez fűződik az alfa1-adrenerg receptor molekulasúlyának meghatározása. A Magyar Tudományos Akadémia külső tagjaként 1995-ben tartotta meg székfoglalóját Opio-melanokortin peptidek szerepe a vérkeringés agyi szabályozásában címmel.
Az 1990-es évektől behatóan tanulmányozza az elhízás hátterében álló hormonális és anyagcsere-folyamatokat, valamint az alkohol biológiai hatásmechanizmusát.
Több mint száznyolcvan tudományos közlemény szerzője és négy monográfia szerkesztője. A Virginiai Commonwealth Egyetemen magyar kutatók fogadására indított Martin Rodbell Fellowship néven ösztöndíjprogramot.
2008-ban Kúnos György kutatócsoportja az NIH/Neuroendokrinológia részlegétől bemutatta egyes megállapításait egy kettős céllal rendelkező CB1r (kannabinoid 1 receptor) antagonistáról, amely képes volt más olyan receptorokat is befolyásolni, amik részt vesznek a máj fibrózisban és a gyulladásban. A májműködési zavar gyakran ered a kölcsönviszonyban álló alkoholos májbetegségből, vírusos fertőzésből, és a 2. típusú diabetes/elhízás/metabolikus szindrómából (zsírmáj). A kutatócsoport szintetizált egy sereg vegyületet, amik lényegében funkcionális javulást okoznak a zsírégetésben, a jobb vércukor metabolizmusban és a zsírmájban, sokkal kevesebb behatolással az agyi szövetekbe. Ezek a vegyületek gátolják a CB1 receptorokat, szigorúan a periférián (máj, zsír, izom), miközben megkímélik az agyat és a viselkedést a káros hatásoktól.[forrás?]

## Társasági tagságai és elismerései
Tudományos érdemei elismeréseként a Magyar Tudományos Akadémia 1995-ben külső tagjai sorába választotta. 1996 és 2000 között a Magyarok Nemzetközi Orvostudományi Akadémiájának elnöki tisztét töltötte be, 1996-tól a Határon Túli Magyar Orvosok Bizottságának titkára, 2003-tól a Nyugati Magyar Tudományos Tanács alapító tagja.
Kanadában két alkalommal, 1978-ban és 1981-ben is elnyerte a kutatóorvosoknak adható chercheur-boursier címet. 2005-ben a Nemzetközi Kannabinoidkutató Társaság Raphael Mechoulam-díját, 2008-ban a külhoni magyar tudósok munkásságát elismerő Arany János-érmet vehette át.

## Főbb művei
- Adrenoceptors and catecholamine action I–II. Ed. by George Kunos. New York, Wiley, 1981–1983.
- Central neural mechanisms in cardiovascular regulation I–II. Ed. By George Kunos and John Ciriello. Boston, Birkhäuser, 1991–1992.
- The Endocannabinoid System as an Emerging Target of Pharmacotherapy. Pál Pacher, Sándor Bátkai, and George Kunos, Pharmacological Reviews, 2008.[4]
- Modulating the endocannabinoid system in human health and disease – successes and failures. Pacher Pál, and George Kunos. The FEBS journal 280.9 (2013): 1918–1943.[5]